# Языева, Карлан
Карла́н Язы́ева (род. 1922, Ялкым) — советский работник сельского хозяйства; звеньевая колхоза «Тезе-Ел» Байрам-Алийского района Марыйской области.

## Биография
Родилась в 1922 году в ауле Ялкым Мервского уезда Туркменской области (ныне — Байрамалинский этрап, Марыйский велаят) в туркменской семье.
В 1938—1940 гг. — колхозница колхоза «Тезе-ёл» Байрам-Алийского района Марыйской области.
В 1940—1951 гг. — звеньевая того же колхоза.
В 1945, 1946 и 1947 годах перевыполняла нормы на 128 %, 147 % и 141 %, соответственно.
Указом Президиума Верховного Совета СССР от 11 июня 1949 года присвоено звание Героя Социалистического Труда.
С 1969 года - персональный пенсионер союзного значения. Проживала на территории Байрам-Алийского района Туркменской ССР.
Умерла после 1989 года.